# Scymnus mendocino
Scymnus mendocino är en skalbaggsart som beskrevs av Thomas Casey 1899. Scymnus mendocino ingår i släktet Scymnus och familjen nyckelpigor. Inga underarter finns listade i Catalogue of Life.